# Операція «Удар по голові»
Операція «Удар по голові» — військова операція Ємену проти бойовиків у повстанському місті Саада в губернії Саада. Єменські урядові війська почали штурм міста 13 січня 2010 року. Того ж дня ісламський бойовик Абдулла Мехдар був вбитий єменськими силами безпеки.

## Регіон повстання
У червні 2004 року повстанці повернулися в Ємен.  Єменський уряд отримав допомогу від Сполучених Штатів у контролі над повстанською силою. 
З червня по серпень 2004 року Хусити боролися з єменським урядом під командуванням Хусейна аль-Хуси. Хусейн був вбитий під час вересневих повстань. Його брат Абдул-Малік аль-Хуст взяв на себе командування повстанцями. Союзники розпочали операцію "Випалена земля", але повстанці погодилися на короткочасне перемир'я 12 лютого 2010 року.

## Операція
Єменські урядові війська провели військову операцію проти повстанського міста Саада. Абдулла Мехдар керував Аль-Каїдою на Аравійському півострові проти урядових військ Ємену. Інші ісламські повстанці також воювали проти єменських військ, бої зруйнували більшу частину старого міста Саада.[джерело?] Мехдар загинув у перестрілці з силами безпеки на початку конфлікту. 15 хуситів було вбито в перші дні операції. 19 січня 2010 року декілька повстанців були вбито урядовими силами під час рейдів на сховища хуситів на півночі міста. Близько 25 повстанців було захоплено єменськими силами. Операція закінчилася після оголошення перемир'я обома сторонами 12 лютого 2010 року.